# Gyroscala xenicima
Gyroscala xenicima is een slakkensoort uit de familie van de Epitoniidae. De wetenschappelijke naam van de soort is, als Scala (Opalia) xenicima voor het eerst geldig gepubliceerd in 1903 door Melvill & Standen.